# Хмель обыкновенный
Хмель обыкнове́нный, или Хмель вью́щийся (лат. Húmulus lúpulus) — вид травянистых многолетних растений рода Хмель (Humulus) семейства Коноплёвые (Cannabaceae).

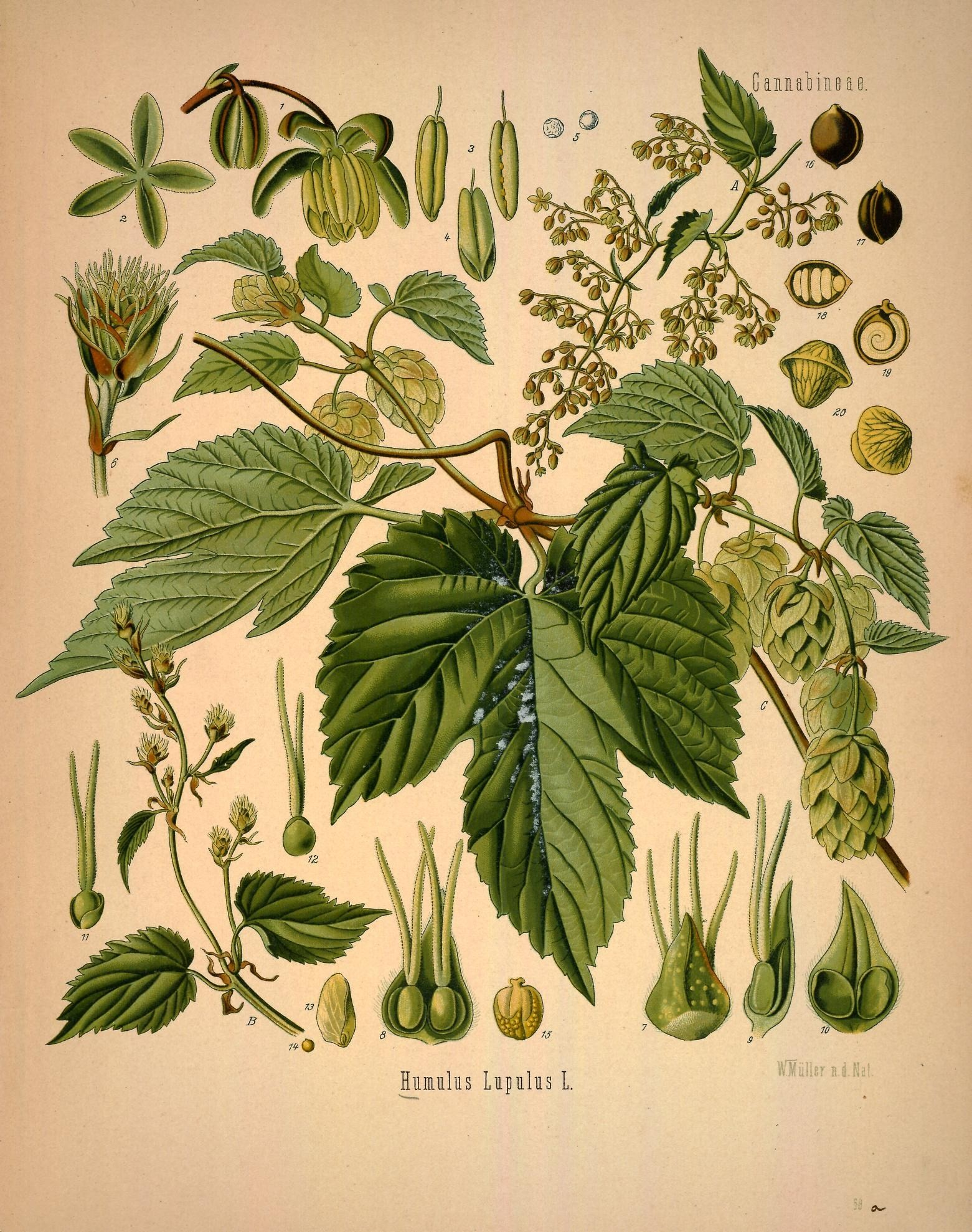

## Ботаническое описание
Многолетняя лиана. Стебель, вьющийся по часовой стрелке, четырёхгранный, полый внутри, покрыт острыми шипами, до 7 м в длину. Корневище длинное, ползучее.
Листья при основании дланевидно трёх-пятилопастные, глубоко сердцевидные, с яйцевидными заострёнными лопастями, по краю крупнопильчатые, супротивные, длинночерешковые, с межчерешковыми прилистниками; верхние листья цельные.
Растение двудомное. Мужские соцветия на ветвях второго порядка в виде метёльчатого соцветия, состоящего из дихазиев, переходящих в завитки. Мужские цветки мелкие, зелёные, с пятилистным околоцветником и пятью тычинками с прямыми нитями. Женские цветки в шишковидных сложных соцветиях. Чешуи шишек, расположенные попарно, представляют собой прилистники неразвившихся листьев, в пазухе которых находятся двойные завитки из двух-четырёх или шести цветков, без цветков первого порядка. Прицветники при плодах разрастаются и несут жёлтые желёзки, содержащие лупулин. Женские цветки состоят из пестика, у основания окружённого плёнчатым цельнокрайним чашевидным околоцветником. Цветёт в июле — августе.
Плод — орех со спирально свёрнутым зародышем, созревает в августе — сентябре.

## Распространение и среда обитания

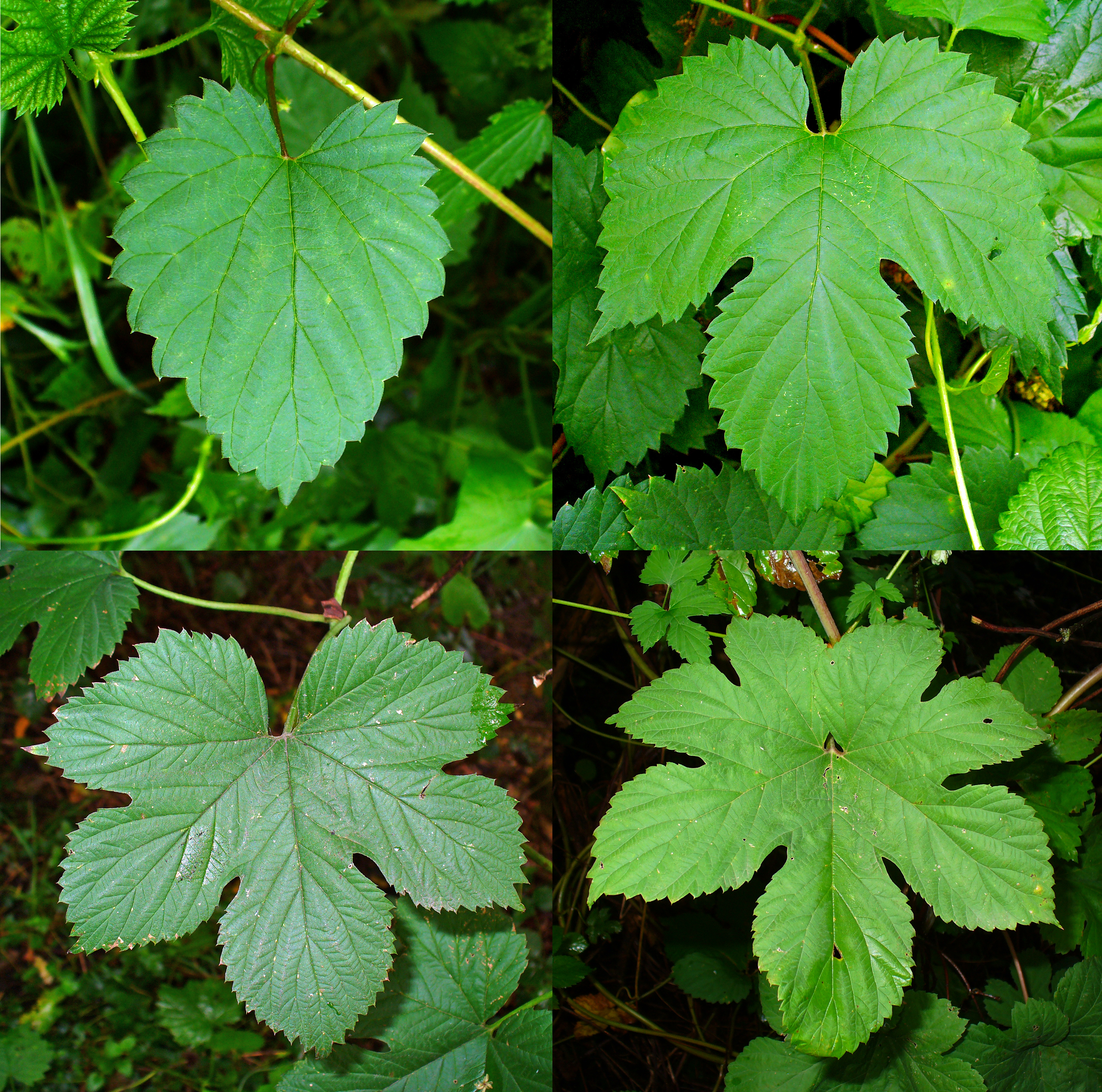
Различные формы листьев хмеля обыкновенного

Растение широко распространено в умеренном климате Евразии и Северной Америке; встречается также на севере Африки (в Марокко). Родина растения неизвестна.
В России распространён почти повсеместно в европейской части и Западной Сибири, за исключением Крайнего Севера, а также на Кавказе и Алтае.
Произрастает на богатых почвах по долинам рек, оврагам, в приречных и байрачных сырых широколиственных лесах, по кустарниковым зарослям, в ивняках и ольшаниках.
Издавна разводится на специальных плантациях.

## Химический состав
В соплодиях хмеля содержится эфирное масло (до 3 %, по другим данным, 0,3—1,8 %), хмелевые смолы, воск, камедь, горькие вещества (16—26 %, по другим данным, 11—21 %), валериановая, n-аминобензойная и хмелевая кислоты, гликозид лупулин, каротин, аскорбиновая кислота, холин, тиамин, никотиновая кислота, жёлтое красящее вещество, дубильные вещества (3 %), флавоноиды. Молодые побеги и листья содержат 0,095—0,19 % аскорбиновой кислоты.
Эфирное масло хмеля ароматное, светло- или тёмно-жёлтого цвета, главной составной частью его являются мирцен (30—50 %) и мирценол. В состав масла входят также линалоол, гераниол, фарнезен, кариофиллен, лупарол, лупаренол, эфиры муравьиной, уксусной, масляной и других кислот.
Хмелевые смолы представляют собой сложный комплекс веществ (смесь фенолов, смоляных кислот и нейтральных смол). Количественное содержание фенолов и смоляных кислот определяет пивоваренную ценность того или иного сорта хмеля. Содержание горьких веществ изменяется в зависимости от сорта хмеля и условий возделывания (климатических и почвенных), а также от сроков уборки. Наибольшее количество горьких веществ наблюдается в начале побурения соплодий.

## Хозяйственное значение и применение

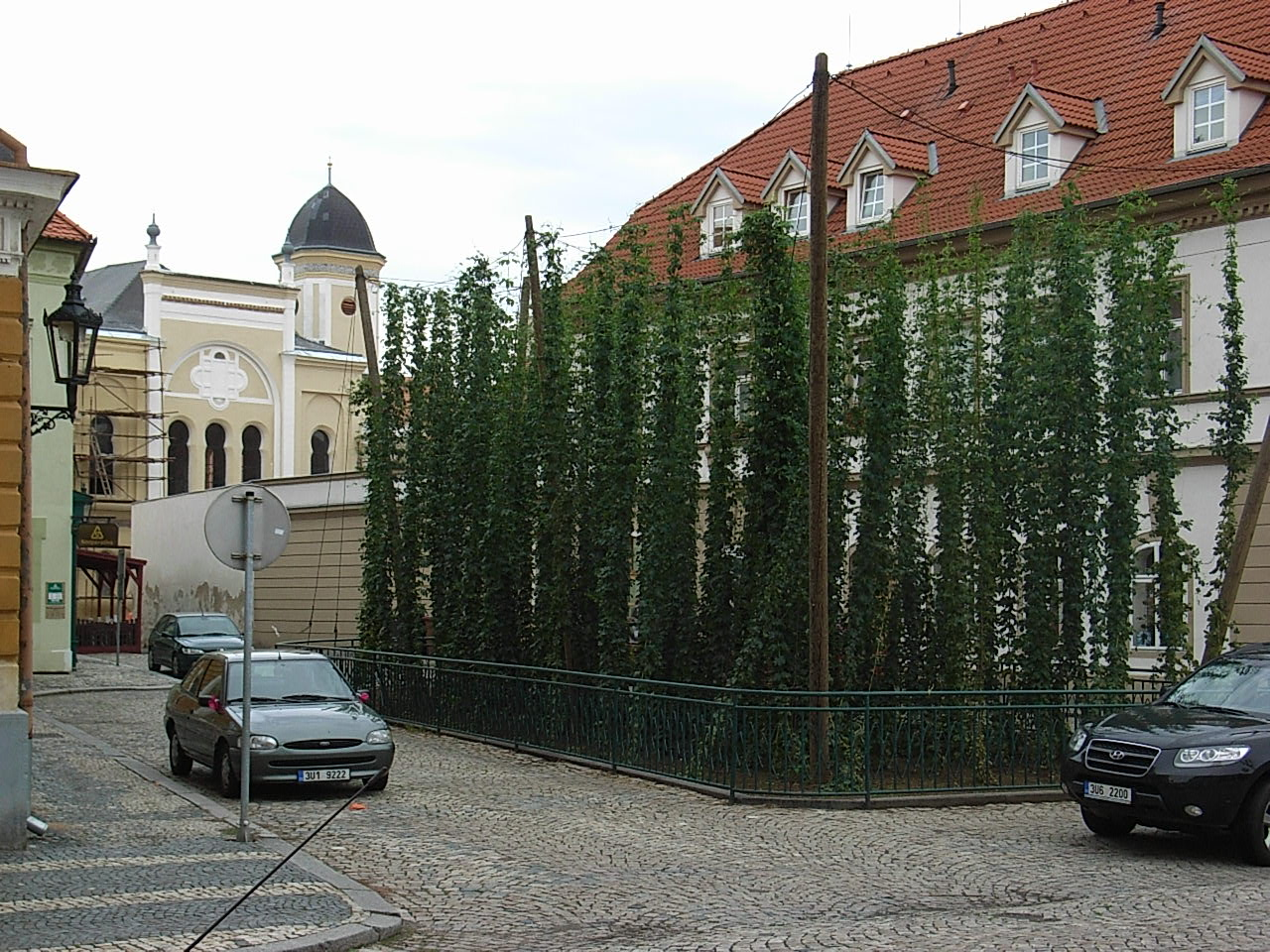
Хмель в озеленении

Соплодия хмеля, так называемые «шишки», в прошлом употребляли для окраски тканей.
Пчёлы собирают с хмеля пыльцу.
Растение декоративное, вьющееся, культивируется для получения шишек и озеленения склонов, беседок, заборов, балконов.
Из длинных стеблей можно получать волокно, пригодное для изготовления грубой мешковины и верёвок.

### Применение в пищевой промышленности

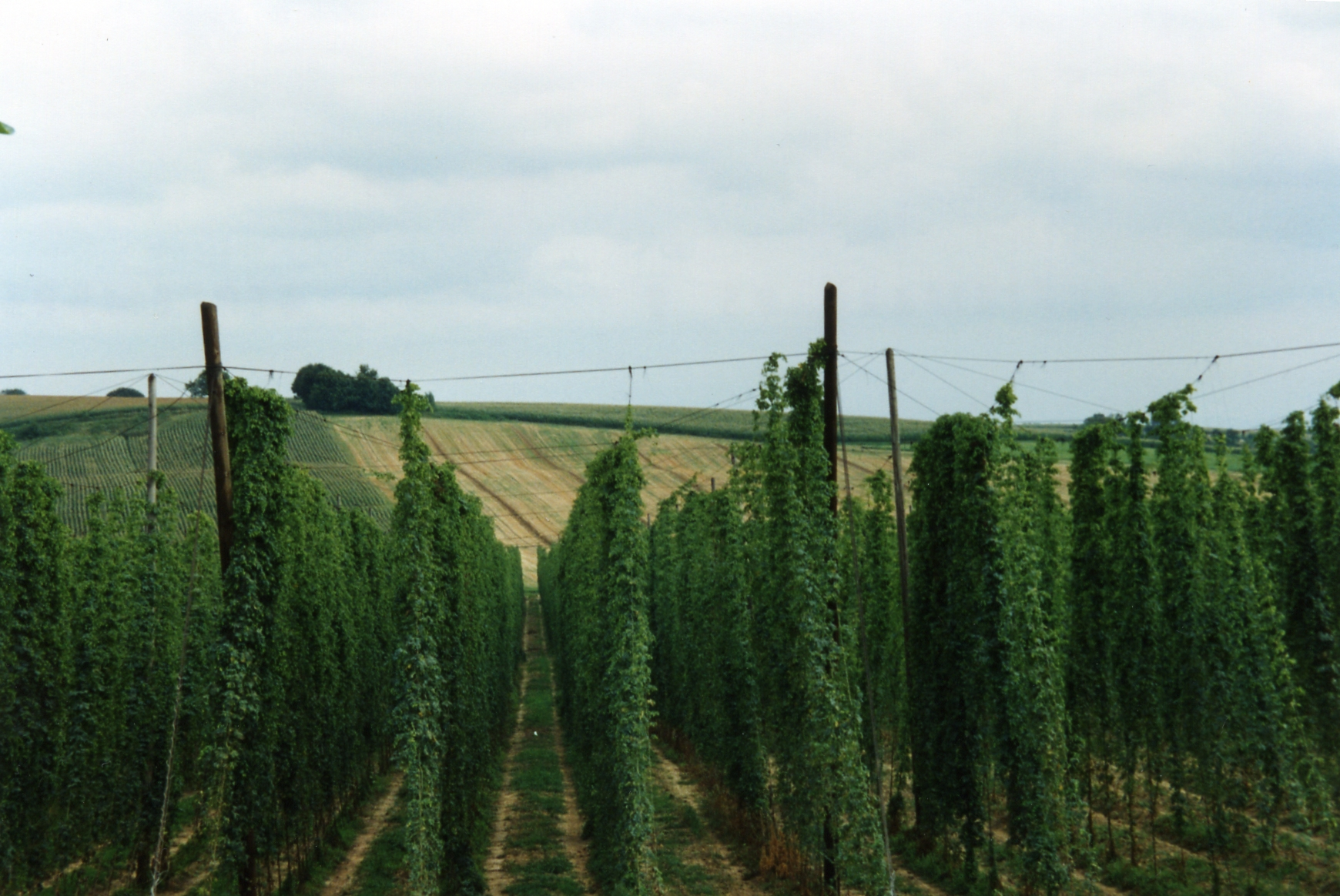
Плантации хмеля

Соплодия хмеля, собранные в начале созревания, издавна применяются в пивоварении и хлебопечении (для изготовления жидких дрожжей), при выпечке некоторых сортов хлеба. Дубильные вещества хмеля регулируют брожение сусла и предотвращают прокисание пива. Эфирное масло, смолы, лупулин придают пиву своеобразный аромат и горьковатый вкус.
Молодые подземные побеги хмеля, только что вышедшие на поверхность, весной употребляют в пищу в овощных блюдах как спаржу или цветную капусту и для зелёных щей как крапиву.

### Применение в медицине
В качестве лекарственного сырья используют соплодия хмеля обыкновенного (лат. Strobilus Lupuli) или женские «шишки» хмеля обыкновенного (Amenta Lupuli). Соплодия с плодоножками собирают в июле — августе, когда они имеют желтовато-зелёный цвет. Сушат быстро в тени или в хорошо проветриваемых помещениях.
Эфирное масло и экстракт используются в составе комплексных препаратов сердечно-сосудистого действия и при заболеваниях почек.
Экстракт входит в препарат «Уролесан».
Хумулин и эфирное масло обладают успокаивающим (седативным) действием, входят в состав препарата «Валокордин», который рекомендуют при сердечно-сосудистых неврозах, стенокардии, спазмах кишечника.
Шишки хмеля входят в состав успокоительного чая, их отвар употребляют как болеутоляющее при почечнокаменной болезни и воспалении мочевого пузыря и для лечения пиелонефрита, при бессоннице, в качестве седативного средства, при неврастении, а также при цистите и частых позывах к мочеиспусканию, иногда как противоцинготное.
Экстракт из шишек хмеля обладает эстрогенной активностью и изучается с целью гормонотерапии. Из шишек выделены вещества, обладающие антибактериальным действием, их используют при производстве косметических средств.
Экстракты из шишек хмеля — составная часть (часто основа) ряда лечебных кремов от угрей, перхоти, для лечения дерматитов.

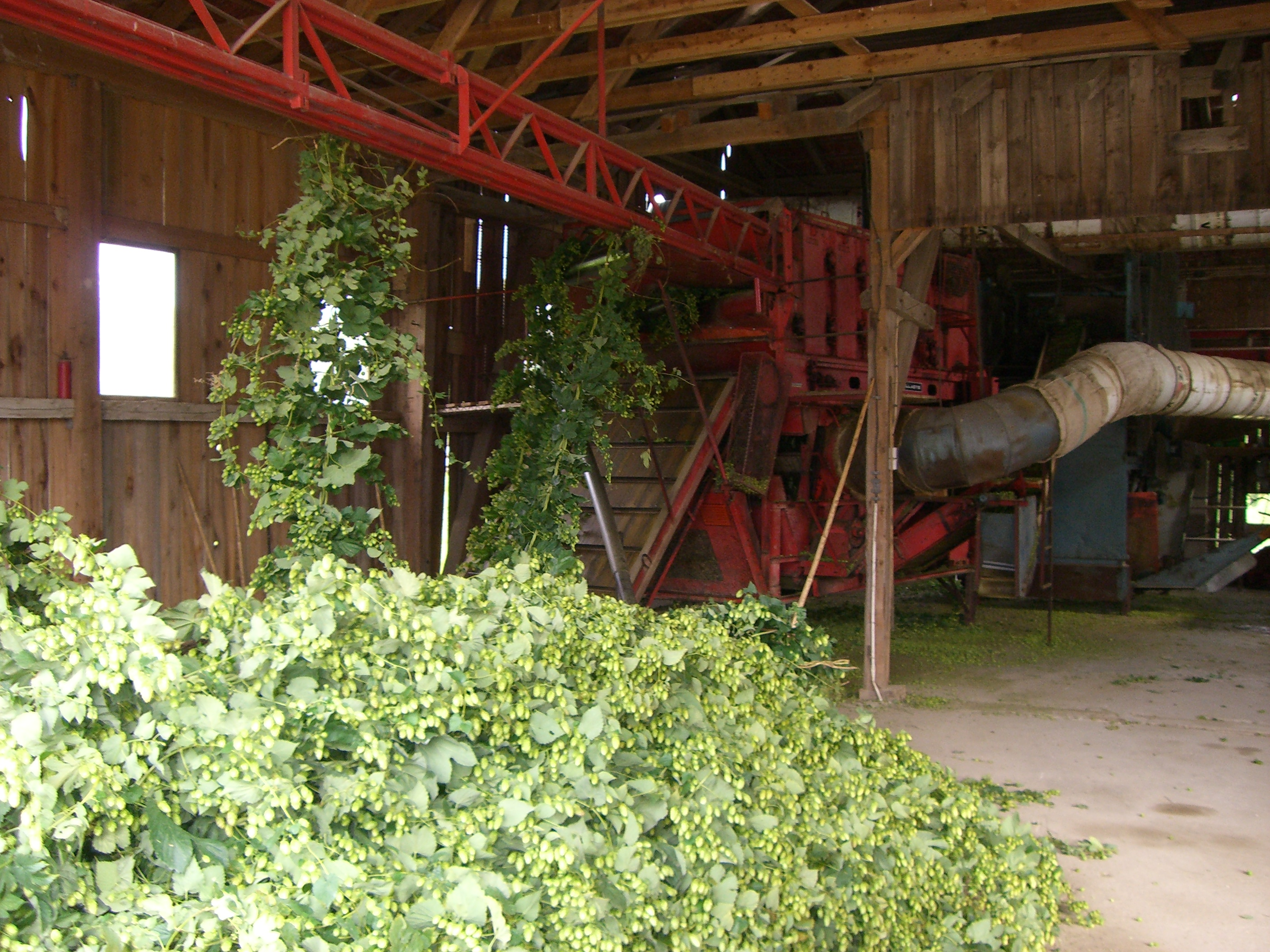
Собранный хмель

В народной медицине шишки хмеля применяли как аппетитную горечь и лактогенное средство (настой), при болезнях селезёнки, печени и жёлчного пузыря, гастрите, туберкулёзе лёгких, цистите, отёках, малярии, экземе, при нарушении обмена веществ, при чрезмерном половом возбуждении; корни — при мигрени, желтухе.
Растение использовали наружно как болеутоляющее при невралгии, радикулите, подагре, ушибах, для ароматических ванн, для лечения фурункулёза, язв, лишаёв и экзем; отваром шишек хмеля моют голову от перхоти и для укрепления волос при раннем облысении.
В народной ветеринарии хмель употребляли при отёках, для улучшения пищеварения и как противовоспалительное.
Ввиду токсичности растения при внутреннем применении его необходимо строго дозировать приём.

## Растение в культуре
Стилизованное изображение хмеля встречается на государственном и районных гербах Чувашской Республики ;
Хмель обыкновенный изображён на гербах многих населённых пунктов.
| |  |  |  |  |  |
| Герб Чувашии; герб Снедовице; герб Лоннерштадта; герб Льямас-де-ла-Рибера; герб Буккова; герб Рорбаха |  |  |  |  |  |

## Классификация

### Таксономия
Humulus lupulus L., 1753, Sp. Pl. : 1028
Вид Хмель обыкновенный относится к роду Хмель (Humulus) семейства Коноплёвые (Cannabaceae) порядка Розоцветные (Rosales). Кладограмма в соответствии с Системой APG IV по состоянию на декабрь 2023 года:
|  |                                      |  |                                   |                                   |                      |  | ещё 8 семейств | ещё 8 семейств |                    |  |  |  | еще 16 подтвержденных видов |
|  |                                      |  |                                   |                                   |                      |  | ещё 8 семейств | ещё 8 семейств |                    |  |  |  | еще 16 подтвержденных видов |
|  |                                      |  |                                   | порядок Розоцветные               |                      |  |                |                | род Хмель          |  |  |  |                             |
|  |                                      |  |                                   | порядок Розоцветные               |                      |  |                |                | род Хмель          |  |  |  |                             |
|  | отдел Цветковые, или Покрытосеменные |  |                                   |                                   | семейство Коноплёвые |  |                |                | Хмель обыкновенный |  |  |  |                             |
|  | отдел Цветковые, или Покрытосеменные |  |                                   |                                   | семейство Коноплёвые |  |                |                |                    |  |  |  |                             |
|  |                                      |  | ещё 63 порядка цветковых растений | ещё 63 порядка цветковых растений |                      |  |                | ещё 8 родов    | ещё 8 родов        |  |  |  |                             |
|  |                                      |  |                                   | ещё 63 порядка цветковых растений |                      |  |                |                | ещё 8 родов        |  |  |  |                             |

### Синонимы
- Humulus lupulus var. acrocarpus Alef.
- Humulus lupulus var. effusus Alef.
- Humulus lupulus var. fengxianensis J.Q.Fu
- Humulus lupulus var. lupulus –
- Humulus lupulus var. silvestris Alef.
- Humulus lupulus var. spaltensis Alef.
- Humulus volubilis Salisb.
- Humulus vulgaris Gilib.
- Lupulus amarus Gilib.
- Lupulus communis Gaertn.
- Lupulus humulus Mill.
- Lupulus scandens Lam.
- Waldensia lupulina Lavy